# حي الشاطئ
أحد أهم أحياء مدينة الدمام وأكبرها وأفخمها.
حيث أنه يمتد داخل البحر بطول 3 كيلومترات، ويطل على ميناء الملك عبد العزيز من الجهة الشرقية.
ويعتبر الحي أفضل أحياء الدمام لممارسة التجارة فيه، خصوصاً أنه يعتبر معلماً يزوره جميع زوار المنطقة الشرقية، وذلك لاحتوائه على أكبر واجهة بحرية في المملكة العربية السعودية (منتزة الملك عبد الله).
- يقسم طريق الأمير محمد بن فهد الحي إلى قسمين:
- شرقي
- غربي